# Оглед
Оглед е село в Южна България. То се намира в община Рудозем, област Смолян.

## География
Село Оглед се намира в планински район, на 1020 м н.в.
Отстои на 8 км от гр. Рудозем, на 34 км от Смолян и на 277 км от столицата София.

## История
Старото име на Оглед е Кучкар.